# Challenger Ciudad de Guayaquil 2005
Il Challenger Ciudad de Guayaquil 2005 è stato un torneo di tennis facente parte della categoria ATP Challenger Series nell'ambito dell'ATP Challenger Series 2005. Il torneo si è giocato a Guayaquil in Ecuador dal 7 al 13 novembre 2005 su campi in terra.

## Vincitori

### Singolare
Marcos Daniel ha battuto in finale  Flávio Saretta con il punteggio di 6–2, 1–6, 6–0.

### Doppio
Juan Martín del Potro /  Juan Antonio Marín hanno battuto in finale  Luis Horna /  Iván Miranda per walkover